# 滇池球鳔鳅
滇池球鳔鳅（学名：Sphaerophysa dianchiensis）为輻鰭魚綱鲤形目條鳅科球鳔鳅属的鱼类。在中国，分布于云南滇池等。该物种的模式产地在云南滇池。被IUCNl列為極危物種，生活習性不明。